# Wisconsin Evangelical Lutheran Synod
Wisconsin Evangelical Lutheran Synod (WELS) är ett amerikanskt lutherskt kyrkosamfund, grundat 1850 av tyska invandrare. WELS stod länge i kyrkogemenskap med Lutheran Church - Missouri Synod (LCMS), men denna bröts 1962.

## Teologi
Teologiskt kännetecknas WELS av en konservativ tolkning av Bibeln och de lutherska bekännelseskrifterna. Detta inkluderar en tro på Bibelns ofelbarhet, frälsning av nåd allena och förkastande av synergismen, avvisande av kvinnliga präster och samkönade äktenskap, samt ett krav på att full läroenhet ska vara en förutsättning för kyrkogemenskap.
Den konservativa tolkningen av den lutherska tron skiljer WELS från exempelvis Svenska kyrkan och Evangelical Lutheran Church in America (ELCA). Dock har andra konservativa lutheraner kritiserat samfundet för den så kallade Wauwatosateologin, som man menat vara ett förstadium till en ren liberalteologi.

## Skillnader gentemotMissourisynoden
- Kyrkogemenskap: WELS menar att all kristen gemenskap kräver fullständig enhet i lärofrågor. LCMS menar att detta enbart gäller nattvardsgemenskap, medan exempelvis bönegemenskap kan accepteras utan full läroenhet.
- Kvinnans roll: Såväl WELS som LCMS avvisar kvinnliga präster, men LCMS accepterar att kvinnor har rösträtt i församlingen, och tillåter kvinnor att inneha auktoritativa ämbeten i församlingen som inte omfattas av prästämbetet. WELS menar att detta strider mot Bibeln.
- Prästämbetet: LCMS menar att församlingsprästen är en särskild gudomlig instiftelse. WELS intar en funktionalistisk syn på prästämbetet, det vill säga prästämbetet är främst vissa funktioner som rent principiellt kan utövas på olika sätt.

Utöver dessa officiella läroskillnader har WELS kritiserat LCMS för att ha en slapp tillämpning av framför allt läran om kyrkogemenskap. Det har påpekats att LCMS ingått kyrkogemenskap med kyrkor som inte är eniga med LCMS i alla lärofrågor, samt att LCMS inom sig rymmer grupper som verkar för en liberalisering av kyrkans tro.

## Relationer till andra kyrkor
WELS har kyrkogemenskap med ett flertal lutherska kyrkor inom Konfessionella evangelisk-lutherska konferensen, bland andra Lutherska bekännelsekyrkan i Sverige. WELS har drygt 350 000 medlemmar i 1 200 församlingar i USA och Kanada.